# Grande Prêmio da França de 1985
Resultados do Grande Prêmio da França de Fórmula 1 realizado em Paul Ricard em 7 de julho de 1985. Sétima etapa do campeonato, foi vencido pelo brasileiro Nelson Piquet, da Brabham-BMW, com Keke Rosberg em segundo pela Williams-Honda e Alain Prost em terceiro pela McLaren-TAG/Porsche.

## Resumo
Nigel Mansell sofreu um acidente no treino livre de sexta-feira ao bater em alta velocidade contra o guard rail ao final da reta Mistral de quase dois quilômetros de extensão. O piloto não treinou no sábado e não participou do Grande Prêmio da França no dia seguinte.
Antes de vencer na França, Nelson Piquet havia pontuado apenas com o sexto lugar em Detroit.
Última vitória da Brabham na categoria.

## Classificação

### Treinos oficiais
| Pos.    | Nº | Piloto             | Construtor             | Q1       | Q2       | Diferença |
| ------- | -- | ------------------ | ---------------------- | -------- | -------- | --------- |
| 1       | 6  | Keke Rosberg       | Williams-Honda         | 1:33.484 | 1:32.462 | —         |
| 2       | 12 | Ayrton Senna       | Lotus-Renault          | 1:32.835 | 1:33.677 | + 0.373   |
| 3       | 27 | Michele Alboreto   | Ferrari                | 1:35.421 | 1:33.267 | + 0.805   |
| 4       | 2  | Alain Prost        | McLaren-TAG/Porsche    | 1:33.547 | 1:33.335 | + 0.873   |
| 5       | 7  | Nelson Piquet      | Brabham-BMW            | 1:33.981 | 1:33.812 | + 1.350   |
| 6       | 1  | Niki Lauda         | McLaren-TAG/Porsche    | 1:33.860 | 1:34.166 | + 1.398   |
| 7       | 11 | Elio de Angelis    | Lotus-Renault          | 1:34.022 | 1:34.227 | + 1.560   |
| 8       | 5  | Nigel Mansell      | Williams-Honda         | 1:34.191 | —        | + 1.729   |
| 9       | 17 | Gerhard Berger     | Arrows-BMW             | 1:34.674 | 1:37.445 | + 2.212   |
| 10      | 15 | Patrick Tambay     | Renault                | 1:34.680 | 1:36.339 | + 2.218   |
| 11      | 16 | Derek Warwick      | Renault                | 1:34.976 | 1:35.190 | + 2.514   |
| 12      | 18 | Thierry Boutsen    | Arrows-BMW             | 1:36.051 | 1:35.488 | + 3.026   |
| 13      | 25 | Andrea de Cesaris  | Ligier-Renault         | 1:37.335 | 1:35.571 | + 3.109   |
| 14      | 8  | Marc Surer         | Brabham-BMW            | 1:35.572 | 1:35.640 | + 3.110   |
| 15      | 26 | Jacques Laffite    | Ligier-Renault         | 1:38.173 | 1:36.133 | + 3.671   |
| 16      | 28 | Stefan Johansson   | Ferrari                | 1:37.546 | 1:36.140 | + 3.678   |
| 17      | 22 | Riccardo Patrese   | Alfa Romeo             | 1:36.729 | 1:38.745 | + 4.267   |
| 18      | 23 | Eddie Cheever      | Alfa Romeo             | 1:36.931 | 1:38.489 | + 4.469   |
| 19      | 19 | Teo Fabi           | Toleman-Hart           | 1:37.142 | 1:37.657 | + 4.680   |
| 20      | 9  | Manfred Winkelhock | RAM-Hart               | 1:37.654 | 1:45.628 | + 5.192   |
| 21      | 3  | Martin Brundle     | Tyrrell-Renault        | 1:40.486 | 1:40.015 | + 7.553   |
| 22      | 30 | Jonathan Palmer    | Zakspeed               | 1:40.647 | 1:40.289 | + 7.827   |
| 23      | 10 | Philippe Alliot    | RAM-Hart               | 1:41.647 | 1:44.221 | + 9.185   |
| 24      | 24 | Piercarlo Ghinzani | Osella-Alfa Romeo      | 1:42.136 | 1:42.968 | + 9.674   |
| 25      | 29 | Pierluigi Martini  | Minardi-Motori Moderni | 1:47.523 | 1:44.350 | + 11.888  |
| 26      | 4  | Stefan Bellof      | Tyrrell-Ford           | 1:44.404 | 1:45.478 | + 11.942  |
| Fontes: |    |                    |                        |          |          |           |

### Corrida
| Pos.    | Nº | Piloto             | Construtor             | Voltas | Tempo/Diferença  | Grid | Pontos |
| ------- | -- | ------------------ | ---------------------- | ------ | ---------------- | ---- | ------ |
| 1       | 7  | Nelson Piquet      | Brabham-BMW            | 53     | 1:31:46.266      | 5    | 9      |
| 2       | 6  | Keke Rosberg       | Williams-Honda         | 53     | + 6.660          | 1    | 6      |
| 3       | 2  | Alain Prost        | McLaren-TAG/Porsche    | 53     | + 9.285          | 4    | 4      |
| 4       | 28 | Stefan Johansson   | Ferrari                | 53     | + 53.491         | 15   | 3      |
| 5       | 11 | Elio de Angelis    | Lotus-Renault          | 53     | + 53.690         | 7    | 2      |
| 6       | 15 | Patrick Tambay     | Renault                | 53     | + 1:15.167       | 9    | 1      |
| 7       | 16 | Derek Warwick      | Renault                | 53     | + 1:44.212       | 10   |        |
| 8       | 8  | Marc Surer         | Brabham-BMW            | 52     | + 1 volta        | 13   |        |
| 9       | 18 | Thierry Boutsen    | Arrows-BMW             | 52     | + 1 volta        | 11   |        |
| 10      | 23 | Eddie Cheever      | Alfa Romeo             | 52     | + 1 volta        | 17   |        |
| 11      | 22 | Riccardo Patrese   | Alfa Romeo             | 52     | + 1 volta        | 16   |        |
| 12      | 9  | Manfred Winkelhock | RAM-Hart               | 50     | + 3 voltas       | 19   |        |
| 13      | 4  | Stefan Bellof      | Tyrrell-Ford           | 50     | + 3 voltas       | 25   |        |
| 14      | 19 | Teo Fabi           | Toleman-Hart           | 49     | Alimentação      | 18   |        |
| 15      | 24 | Piercarlo Ghinzani | Osella-Alfa Romeo      | 49     | + 4 voltas       | 23   |        |
| Ret     | 4  | Martin Brundle     | Tyrrell-Renault        | 32     | Câmbio           | 20   |        |
| Ret     | 1  | Niki Lauda         | McLaren-TAG/Porsche    | 30     | Câmbio           | 6    |        |
| Ret     | 12 | Ayrton Senna       | Lotus-Renault          | 26     | Motor            | 2    |        |
| Ret     | 17 | Gerhard Berger     | Arrows-BMW             | 20     | Acidente         | 8    |        |
| Ret     | 29 | Pierluigi Martini  | Minardi-Motori Moderni | 19     | Acidente         | 24   |        |
| Ret     | 10 | Philippe Alliot    | RAM-Hart               | 8      | Alimentação      | 22   |        |
| Ret     | 30 | Jonathan Palmer    | Zakspeed               | 6      | Motor            | 21   |        |
| Ret     | 27 | Michele Alboreto   | Ferrari                | 5      | Turbo            | 3    |        |
| Ret     | 25 | Andrea de Cesaris  | Ligier-Renault         | 4      | Direção          | 12   |        |
| Ret     | 26 | Jacques Laffite    | Ligier-Renault         | 2      | Turbo            | 14   |        |
| DNS     | 5  | Nigel Mansell      | Williams-Honda         |        | Piloto machucado |      |        |
| Fontes: |    |                    |                        |        |                  |      |        |

## Tabela do campeonato após a prova
| Pos.    | Piloto           | Pontos |
| ------- | ---------------- | ------ |
| 1       | Michele Alboreto | 31     |
| 2       | Alain Prost      | 26     |
| 3       | Elio de Angelis  | 26     |
| 4       | Keke Rosberg     | 18     |
| 5       | Stefan Johansson | 16     |
| Fontes: |                  |        |

| Pos.    | Construtor          | Pontos |
| ------- | ------------------- | ------ |
| 1       | Ferrari             | 50     |
| 2       | Lotus-Renault       | 35     |
| 3       | McLaren-TAG/Porsche | 29     |
| 4       | Williams-Honda      | 23     |
| 5       | Renault             | 13     |
| Fontes: |                     |        |

- Nota: Somente as primeiras cinco posições estão listadas. Entre 1981 e 1990 cada piloto podia computar onze resultados válidos por temporada não havendo descartes no mundial de construtores.